# Iscrizioni novgorodiane su corteccia di betulla

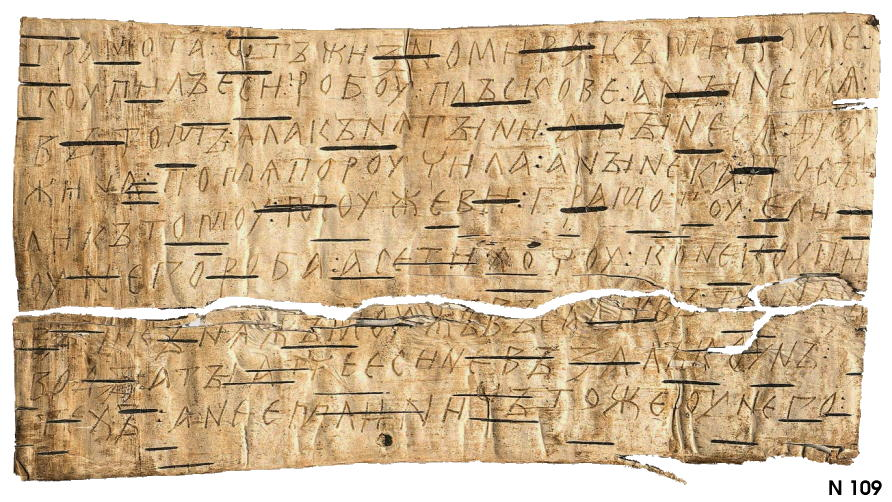
La gramota n. 109, il testo recita: "Lettera di Žiznomir a Mikula. Tu hai comperato una schiava a Pskov. E ora, a causa di questo, la principessa mi ha arrestato. E ora ha garantito per me la družina. E dunque spedisci ora a quell'uomo [che l'ha venduta] una lettera, se possiede una [altra] schiava. Ed ecco cosa voglio da te: [che] comprato un cavallo e fattovi salire un uomo del principe, [tu venga] ai confronti. E se non hai preso [indietro] il denaro [speso per l'acquisto della schiava], non prendere nulla da lui"

Le Iscrizioni novgorodiane su corteccia di betulla (in russo берестяные грамоты?, berestjanye gramoty - iscrizioni su corteccia di betulla), sono un'ampia serie di documenti della Russia medievale, scritti sulla superficie interna di strisce di corteccia di betulla, ritrovati, durante scavi archeologici a partire dal 1951, soprattutto a Novgorod e nelle città che un tempo appartenevano alla Repubblica feudale di Novgorod (come Pskov e Staraja Russa), ma anche in altre città dell'antica Rus' (come Smolensk e Mosca) e in alcuni centri minori. Sono fra le più antiche testimonianze scritte delle lingue del gruppo slavo, potendosi datare a un periodo compreso fra l'XI e il XV secolo. Sono stati ritrovati oltre mille documenti, ma si stima che più di ventimila si trovino ancora sotto terra.

## Caratteristiche
La prima iscrizione fu ritrovata il 26 luglio 1951 da Nina Fëdorovna Akulova, una cittadina di Novgorod che lavorava occasionalmente come operaia negli scavi archeologici condotti da Artemij Arcichovskij nei dintorni della città. Fino a quel ritrovamento, l'esistenza dell'usanza di scrivere su corteccia di betulla nell'antica Rus' era ritenuta probabile, infatti vi erano diversi accenni nelle cronache medioevali. Per esempio, in una di tali cronache, descrivendo un monastero povero, l'autore scriveva: "I monaci erano tanto poveri da non scrivere i loro libri su pergamena, ma su corteccia di betulla". Tuttavia si pensava che sulle cortecce si scrivesse con l'inchiostro e quindi si riteneva non ci fossero speranze di ritrovare tali documenti integri, poi, col ritrovamento del primo documento, si scoprì che lettere erano incise con uno strumento aguzzo, cosa che aveva permesso la conservazione del testo insieme alla corteccia. Inoltre, si capì anche la funzione degli strumenti metallici a forma di stilo, ritrovati diffusamente negli scavi archeologici e che fino ad allora erano classificati come chiodi, spilli od oggetti sconosciuti: si trattava di stili simili a quelli che nel periodo ellenistico erano adoperati per scrivere sulla cera, con una parte a punta per incidere la superficie e l'altra piatta per cancellare.
Le gramoty sono strisce di corteccia betulla, bollite nell'acqua per renderle elastiche e di solito aventi lunghezza di una ventina di centimetri e altezza variabile fra i 5 e i 10 centimetri, che contengono un testo molto breve: in media venti parole, mentre la più lunga finora ritrovata conta 176 parole. Esse hanno il carattere di minute, in uso in un'epoca in cui la carta era ancora costosa, ed erano destinate a essere distrutte, una volta esaurita la propria funzione, tagliandole in pezzi per il lungo oppure gettandole in strada fra l'immondizia. Questo comportamento ne ha permesso il ritrovamento, infatti la pavimentazione stradale nelle città della Russia settentrionale era costituita da dischi di legno, ricavati tagliando per traverso tronchi d'albero, ed era rinnovata ogni 15/20 anni sovrapponendo la nuova pavimentazione alla vecchia e inglobando al di sotto di essa tutto ciò che era già presente sulla strada. Il carattere acquitrinoso delle pianure nella Russia settentrionale, con la conseguente mancanza di ossigeno nel terreno a una certa profondità, ne ha consentito sia la conservazione (cosicché esse vengono ritrovate, scavando le antiche strade dei centri abitati, frapposte tra uno strato e l'altro della pavimentazione di legno) sia la datazione con un'approssimazione di circa vent'anni. Un'ulteriore possibilità di datazione è offerta dalla citazione di personaggi storici. Le lettere di contenuto elevato, invece, erano scritte su pergamena e per questo non si sono conservate, così come del resto la maggior parte dei documenti su carta. Infatti, in un paese come la Russia in cui si costruiva quasi esclusivamente in legno, gli incendi erano frequenti, di conseguenza più del 99% di tutto ciò che era stato scritto andò distrutto, mentre le gramoty, sepolte nel suolo al riparo dal fuoco, si sono conservate. Il mancato ritrovamento di gramoty successive al XV secolo si spiega con il drenaggio del suolo urbano voluto dalla zarina Caterina II nel XVIII secolo; infatti nel terreno umido, ma drenato e quindi in presenza di ossigeno, la corteccia d'albero si decompone rapidamente e il XV secolo, nella stratificazione delle pavimentazioni stradali, corrisponde alla profondità a cui arrivò il drenaggio.

## Contenuto

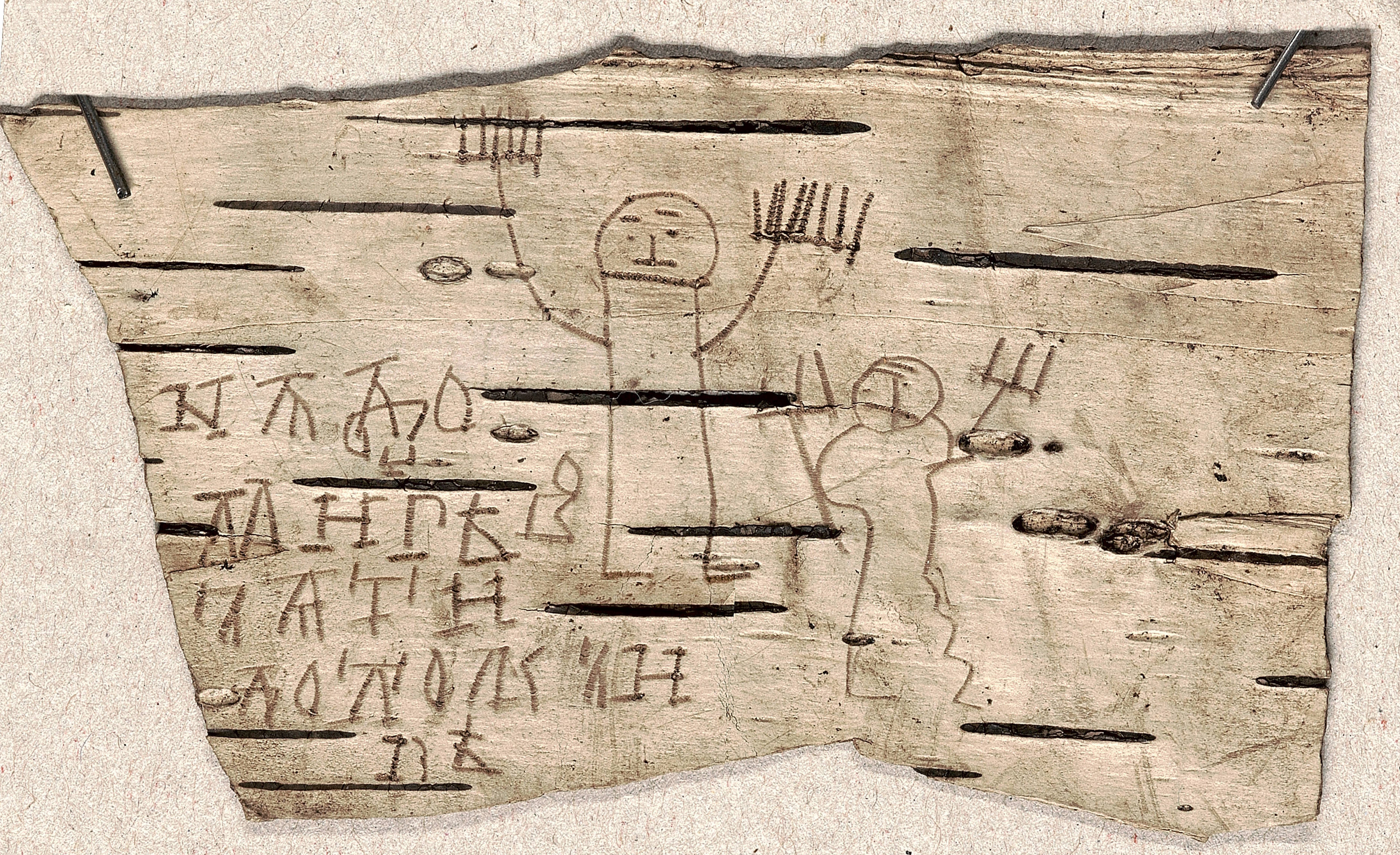
La gramota n. 210: una delle gramoty con i disegni di Onfim insieme a un esercizio di ortografia

Il contenuto è molto vario trattandosi per lo più di lettere private (i due terzi), commerciali, amministrative o giudiziarie. Diverse gramoty sono lettere a carattere personale, scritte anche da donne a testimonianza del fatto che nella Rus' anche a esse era consentito l'accesso all'istruzione. Un numero più limitato di gramoty ha carattere di documento ufficiale, di cui probabilmente costituivano la brutta copia prima della ricopiatura su pergamena, oppure di testi letterari, folcloristici, ecclesiastici, liturgici (destinati in genere a un uso privato). Sono stati ritrovati anche vari elenchi (liste di debiti, di imposte, di merci) e componimenti scolastici. Tra queste ultime, famose sono le gramoty di Onfim, un bambino di sei-otto anni, che sono fra le più antiche opere infantili conosciute e che comprendono disegni, iscrizioni, un alfabeto e un esercizio di sillabario. La lunghezza complessiva dei testi ritrovati è di più di 12 000 parole. Per paragone, la Russkaja Pravda, il codice di leggi e istituti consuetudinari russi dei secoli XI-XII, che rappresenta il documento principale per lo studio dell'antico russo non letterario, contiene meno di un terzo delle parole contenute nei documenti rinvenuti a Novgorod. Inoltre, anche il vocabolario dei testi ritrovati è considerevole, essendo approssimativamente di 2 600 parole, quando il vocabolario conosciuto dell'intero antico slavo è formato da 9 600 parole.

## Lingua
La lingua in cui sono scritte le gramoty è, nella maggior parte dei casi, quella quotidiana parlata nell'antica Novgorod. Ciò rappresenta il principale motivo del loro eccezionale interesse storico e linguistico, non solo nel panorama delle lingue slave, ma anche di quelle indoeuropee in generale. Infatti, prima della loro scoperta, le fonti a disposizione per lo studio del dialetto russo antico di Novgorod erano piuttosto limitate e spesso solo indirette. In genere la lingua delle gramoty oscilla tra una varietà colta, cioè il russo antico sovra-dialettale, orientato dapprima sulla parlata di Kiev e in seguito su quella di Mosca, e una varietà più bassa e popolare, cioè il dialetto nord-occidentale di Novgorod, sovrapposizione del dialetto «nord-kriviciano», in riferimento all'antica tribù slava dei Kriviči, e del dialetto «ilmeno-sloveno», in riferimento alla tribù degli Slověne stanziati intorno al lago Il'men'. Quest'ultima sottovarietà del dialetto di Novgorod, di cui non esistono testimonianze pure, si suppone essere stata più vicina al russo antico sovra-dialettale, quindi con minori impronte dialettali. Queste due sottovarietà dialettali avevano dato luogo a un dialetto russo più orientato verso il «nord-kriviciano» che era comunemente parlato e scritto a Novgorod: l'antico dialetto di Novgorod.
Secondo Andrej Zaliznjak, conseguenza dello studio delle gramoty è il venir meno dell'idea dell'origine unitaria del gruppo orientale delle lingue slave, visto che il dialetto dell'antica Novgorod sembra costituire un ramo a sé stante, diverso dal ramo centro-orientale dell'antico russo; mentre il russo moderno sarebbe l'esito della convergenza del dialetto nord-occidentale di Novgorod con quello centro-orientale della regione di Suzdal'-Mosca. Infatti, come rileva Zaliznják, la percentuale di dialettismi nei testi dei secoli XI e XII è maggiore che in quelli dei secoli XIV e XV, cioè l'inverso di quanto ci si aspetterebbe normalmente. Si tratterebbe, quindi, di un processo non divergente, ma convergente, cioè un processo di avvicinamento-fusione di questo tipo di dialetto con i dialetti delle regioni di Suzdal' prima e di Mosca poi, soprattutto dopo l'emergere di Mosca come principale città russa (formalmente dopo il XII secolo, e praticamente dopo il XIV secolo). Secondo Vadim Krys'ko, invece, l'antico dialetto di Novgorod non rappresenta un ramo a sé stante del gruppo slavo, né è possibile l'identificazione tra le due varietà di novgorodiano e la distinzione tribale tra i Kriviči settentrionali e gli Slověne.

## Esempi

### Una lettera d'amore: lagramotan. 752
La gramota, della prima metà del XII secolo, è composta da due strisce distinte di corteccia di betulla lunghe circa 45 cm, tra le quali sono andate perse non meno di due righe. Per contenuto e stile il documento è unico nel suo genere. Si tratta indubbiamente di una lettera d'amore, altrimenti sarebbe difficile spiegare il tema della possibile offesa del destinatario, la necessità di nascondersi agli occhi della gente e il timore della scrivente di poter divenire oggetto di derisione. La lettera fu scritta, in bella grafia, da una giovane donna istruita, che era in grado di esprimersi nella lingua letteraria, e il carattere molto intimo del contenuto, così come la mancanza della formula d'apertura, rende improbabile l'ipotesi che la sua stesura fosse stata affidata a una terza persona, come un monaco istruito.
Testo originale con divisione delle parole:

(к)[ъ] тобѣ тришьдъ а въ сю недѣлю цьтъ до мьнь зъла имееши оже

е[с]и къ мънѣ н[ь при]ходилъ а ѧзъ тѧ есмѣла акы братъ собѣ ци оуже ти есмь задѣла сълюци а то-

бѣ вѣдѣ ѧко есть не годьнъ аже бы ти годьнъ то [из] оцью бы сѧ вытьрьго притькль
[ны]нѣ к[ъ]дь инодь въспиши жь ми про

[тьбь] хаблю ци ти боудоу задѣла своимъ бьзоумьемь аже ми сѧ поцьньши насмихати а соу-

дить Б'ъ" [и] моѧ хоудость

Traslitterazione con punteggiatura:

(K)[”] tobě triš'd”. A v” sju nedělju c't” do m'n' z”la imeeši, ože

e[s]i k” m”ně n[' pri]chodil”? A jaz” tja esměla aky brat”! Sobě ci ouže ti esm' zaděla s”ljuci, a to-

bě vědě jako est' ne god'n”. Aže by ti god'n”, to [iz] oc'ju by sja vyt'r'go prit'kl'...
[ny]ně k[”]d' inod' v”spiši ž' mi pro...

[t'b'] chablju... Ci ti boudou zaděla svoim” b'zoum'em' aže mi sja poc'n'ši nasmichati, a sou-

dit' B'” [i] moja choudost'

Traduzione con testo di completamento fra parentesi quadre ed esplicativo fra parentesi tonde:

«[Ho inviato] a te tre volte (dei messaggi). Che cosa hai contro di me che questa settimana (o questa domenica) non sei venuto da me? Eppure io mi sono comportata con te come con un fratello! Possibile che ti abbia offeso per il fatto che ho inviato [a te] (dei messaggi)? A quanto vedo, la cosa non ti è gradita. Se ti fosse stata gradita, ti saresti sottratto agli occhi [della gente] e saresti venuto...
e ora in qualche altro posto. Rispondimi di...

(dopo un intervallo di sei-otto parole si è conservata la fine della frase precedente, o forse della seguente)
 ...[ti] lascio...
 (per la quale sono possibili solo congetture, tipo "non ti lascerò mai" oppure "vuoi che io ti lasci" e simili)

Se pure io ti ho offeso con la mia irragionevolezza, se tu comincerai a ridere di me, che Dio [ti] giudichi e misera me.»

### Una richiesta di soccorso: lagramotan. 9
La gramota risale alla fine del XII secolo. La croce che compare all'inizio, potrebbe essere una sorta di ideogramma del vocabolo poklon (поклон), cioè "ossequi" (letteralmente "inchino"), che compare su documenti in pergamena di epoca posteriore. Secondo la maggior parte degli studiosi, chi scrive (Gostjata) è una moglie ripudiata che denuncia gli arbitrii e le illegalità commesse dal marito sui suoi beni, appellandosi a un fratello (Vasil') oppure, più probabilmente, a uno zio materno che, nella struttura parentale slava, occupava un ruolo molto importante di tutela nei confronti dei nipoti. Secondo un'altra ipotesi, invece, Gostjata è un giovane minorenne che denuncerebbe le prepotenze sui beni della madre da parte del patrigno che, dopo essere rimasto vedovo della madre di Gostjata, si è risposato.
Testo originale con divisione delle parole:

+ ὦ гостѧтy къ васильви ѥже ми отьць даѧ-

лъ и роди съдаѧли а то за нимь а нынѣ во-

дѧ новоую женоу а мънѣ не въдасть ничь-

то же избивъ роукy поустилъ же мѧ иноу-

ю поѧлъ доеди добрѣ сътворѧ

Traslitterazione con punteggiatura:

+ Oт Gostjaty k” Vasil'vi. Ježe mi ot'c' dajal” i rodi s”dajali, a to za nim'. A nyně vodja novouju ženou, a m”ně ne v”dast' nič'to že. Izbiv” rouky, poustil” že mja, inouju pojal”. Doedi, dobrě s”tvorja

Traduzione:

«Da Gostjata a Vasil'. Ciò che il padre mi ha dato e che i parenti mi hanno dato in aggiunta, è nelle mani di lui. E ora che si è portato (in casa) una nuova moglie, non mi restituisce (più) nulla. Rigettando la tutela maritale, mi ha scacciato e si è preso un'altra (moglie). Vieni, per favore.»

### Una proposta di matrimonio: lagramotan. 731
La gramota, della metà del XII secolo, è una lettera di risposta (affermativa) dei genitori (della madre Janka) alla proposta di far sposare il figlio con una giovane da parte della sensale di matrimonio Jarina. Il povojnik (повойник) è un copricapo femminile, tipico delle donne sposate, che poteva essere destinato alla madre Janka oppure alla promessa sposa. La frase di chiusura, che richiama il valore simbolico del pane, deve intendersi nel senso che la sensale Jarina deve attendersi un compenso per il servizio reso.
Testo originale con divisione delle parole:

покланѧние ὦ ѧнокѣ со сьлѧтою ко ѧринѣ · хоцьть ти твоего дѣтѧти-

ць · о свто · жь ти еѣ хо{ц}ць · ажь хоцьши во брозѣ жь седь бȣди · и ѧла е-

смо сѧ емȣ по рȣкȣ ѧко ты си мловила емȣ ты дни придьши томо

дни поимȣ и нѣ ли ти тамо повоица · а крьвоши присоли

а кодь ти мнѣ хльбь тȣ и тобѣ

Traslitterazione:

Poklanjanie oт Janokě so S'ljatoju ko Jarině · Choc't' ti tvoego dětjatic' · O svto · Ž' ti eě cho{c}c' · Až' choc'ši vo brozě ž' sed' budi · I jala esmo sja emu po ruku jako ty si mlovila emu ty dni prid'ši tomo dni poimu i ně li ti tamo povoica · A kr'voši prisoli a kod' ti mně chl'b' tu i tobě

Traduzione:

«Un inchino (ossequi) da Janka e Seljata a Jarina. Il ragazzo desidera dunque (prendere in moglie) quella che tu possiedi (proponi). Alla (prima) occasione desidera (fidanzarsi con) lei. Per favore, sii qui al più presto. Gli ho promesso il mio consenso, dato che tu gli hai detto giorni fa: “Vieni, e lo stesso giorno te la farò avere”. Qualora tu non abbia lì il povojnik, acquistane uno e mandalo. E dove c'è pane per me, ce n'è anche per te.»

### Una spedizione militare: lagramotan. 69
La gramota, della seconda metà del XII secolo, viene storicamente ricollegata a una delle varie spedizioni militari condotte nel XII secolo da Novgorod contro le città e le fortezze dell'alto Volga. In particolare, secondo Artemij V. Arcichovskij e Lev V. Čerepnin, la gramota farebbe riferimento alla spedizione che nel 1148 fu condotta dai novgorodiani fino alle città di Jaroslavl' e Uglič. Riferiscono, infatti, la Novogorodskaja I letopis' e la Lavrent'evskaja letopis' (cronache medioevali del 1300, rispettivamente di Novgorod e di Suzdal'), che nell'inverno di quell'anno il gran principe di Kiev, Izjaslav Mstislavič, si portò a Novgorod, dove dall'autunno precedente si era insediato suo figlio Jaroslav, e da qui partì alla testa di una spedizione militare di truppe novgorodiane contro Gjurgi (cioè lo zio Jurij Dolgorukij), nel quadro della lotta per la successione sul trono di Kiev, invadendo il principato di Rostov e Suzdal' e "sconfiggendo duramente gli uomini di Gjurgi, e prendendo sei città sul Volga, devastando tutto fino a Jaroslavl'", ma "si azzopparono loro i cavalli" e "pur avendo conquistato il Volga, nulla poté contro Gjurgi; perciò, raggiunta la piana di Uglič, deviò verso Novgorod e raggiunta Smolensk vi svernò". Jurij Dolgorukij aveva occupato Novgorod imponendovi suo figlio come principe, ma i novgorodiani si erano ribellati e in loro aiuto era accorso Izjaslav Mstislavič. Il percorso di Izjaslav per tornare a Novgorod è lo stesso compiuto dall'autore della gramota, Terentij, in direzione opposta durante l'avanzata della sua schiera. Secondo la Novogorodskaja I letopis', la spedizione militare era stata messa in crisi dal disgelo che aveva reso impraticabili le strade. I problemi di cui scrive Terentij erano stati forse determinati da un improvviso rincrudirsi del tempo che aveva gelato il Volga, intrappolando le navi nel ghiaccio, e provocato l'azzoppamento dei cavalli (di cui racconta la cronaca Lavrent'evskaja) sul suolo gelato, da cui la richiesta di mandare un mulo a Uglič. Il termine družina (дружина) è usato nel suo significato militare di "scorta personale del principe", che poteva contare fino a due-tremila uomini, e che potrebbe riferirsi a quella di Jaroslav Izjaslavič a Novgorod, oppure a una družina arrivata sul Volga dal sud, insieme a Izjaslav Mstislavič, mentre la čad' era un'unità militare inferiore che componeva la družina.
Testo originale con divisione delle parole:

ѿ тереньтеѧ къ михалю при-

шьлить лошакъ съ ѧковьцемъ

поедуть дружина савина чадь

ѧ на ѧрославли добръ здоровъ и с гри-

горемь оуглицане замерьзьли на

ѧрославли + тy до углеца и ту пакъ

дружина

Traslitterazione con punteggiatura:

Oт Teren'teja k” Michalju. Priš'lit' lošak” s” Jakov'cem”. Poedut' družina, Savina čad'. Ja na Jaroslavli, dobr” zdorov” i s Grigorem'. Ouglicane zamer'z'li na Jaroslavli. Ty do Ugleca i tu pak” družina.

Traduzione:

"Da Terentij a Michal'. Mandate un mulo con Jakovec. Partirà la družina, la schiera di Savva. Io mi trovo sotto Jaroslav'; sono in buona salute e sono con Grigor'. Quelli di Uglič sono ghiacciati (cioè: bloccati nel ghiaccio con le navi) all'altezza di Jaroslavl'. Tu (manda il mulo con Jacovec) fino a Uglič: è proprio lì (che si dirigerà) la družina".

### Un caso giuridico: lagramotan. 109
La gramota è all'incirca del 1100 e rappresenta, quindi, una delle più antiche rinvenute a Novgorod. Mikula, socio o servo di Žiznomir, aveva comprato per questi una schiava nella quale la principessa (la moglie del principe di Novgorod) aveva riconosciuto una propria schiava scomparsa, forse rapita e rivenduta. In conseguenza di ciò, Žiznomir era stato arrestato, ma era uscito di prigione grazie alla garanzia offerta per lui dalla družina, la guardia personale del principe di cui lo stesso Žiznomir fa parte (ma il termine družina potrebbe qui essere inteso anche sel senso di "compagni", "soci", membri della stessa "comunità" o "corporazione"). Nel caso di un reato come quello in cui si trova coinvolto Žiznomir, occorreva attenersi a una procedura legale ben precisa stabilita dalla Russkaja Pravda, la raccolta giuridica di leggi e norme consuetudinarie dell'antica Russia. Il danneggiato, cioè il presunto ultimo legittimo possessore dello schiavo, aveva il diritto legale di risalire, attraverso successivi "confronti", la catena dei vari proprietari dello schiavo fino al terzultimo; ma siccome il colpevole del furto dello schiavo poteva trovarsi al di là del terzo possessore, era prevista la possibilità di ricorrere a una forma di giustizia privata: il terzultimo proprietario poteva proseguire le indagini per proprio conto fino a trovare il ladro. Inoltre, colui che denunciava il furto era tenuto per legge a consegnare temporaneamente lo schiavo al terzo possessore affinché questi se ne servisse per portare a termine i "confronti". Da qui ha origine la preoccupazione di Žiznomir d'ingraziarsi la principessa chiedendo a Mikula di comperare un'altra schiava da dare alla principessa stessa per il periodo in cui la prima dovrà essere a disposizione del magistrato (l'uomo del principe) incaricato di effettuare i "confronti", nonché la richiesta di comperare un cavallo da mettere a disposizione (come atto di cortesia) dello stesso magistrato.
Testo originale:

грамота : ѡтъ жизномира : къ микоуле :

коупилъ еси : робоу : плъскове : а нyне мѧ :

въ томъ : ѧла кънѧгyни : а нyне сѧ дроу-

жина : по мѧ пороучила : а нyне ка : посъ-

ли къ томоу : моужеви : грамотоу : ели

оу него роба : а се ти хочоу : коне коупи-

въ : и кънѧжъ моужъ въсадивъ : та на съ-

водy : а тy атче еси не възалъ коунъ :

техъ : а не емли : ничъто же оу него :

Traslitterazione con punteggiatura:

Gramota ot” Žiznomira k” Mikoule. Koupil” esi robou Pl”skove. A nyne mja v” tom” jala k”njagyni. A nyne sja droužina po mja poroučila. A nyne ka pos”li k” tomou mouževi gramotou, e li ou nego roba. A se ti chočou: kone koupiv” i k”njaž” mouž” v”sadiv”, ta na s”vody. A ty atče esi ne v”zal” koun” tech”, a ne emli nič”to že ou nego.

Traduzione:

"Lettera di Žiznomir a Mikula. Tu hai comperato una schiava a Pskov. E ora, a causa di questo, la principessa mi ha arrestato. E ora ha garantito per me la družina. E dunque spedisci ora a quell'uomo (che l'ha venduta) una lettera, se possiede una [altra] schiava. Ed ecco cosa voglio da te: [che,] comprato un cavallo e fattovi salire un uomo del principe, [tu venga] ai confronti. E se non hai preso (indietro) il denaro (speso per l'acquisto della schiava), non prendere nulla da lui".